# Kateryniwka (hromada Łyman)
Kateryniwka (ukr. Катеринівка) – wieś na Ukrainie, w obwodzie donieckim, w rejonie kramatorskim. W 2001 liczyła 77 mieszkańców, spośród których 59 posługiwało się językiem ukraińskim, 17 rosyjskim, a 1 białoruskim.